# Indian Appropriations Act (1885)

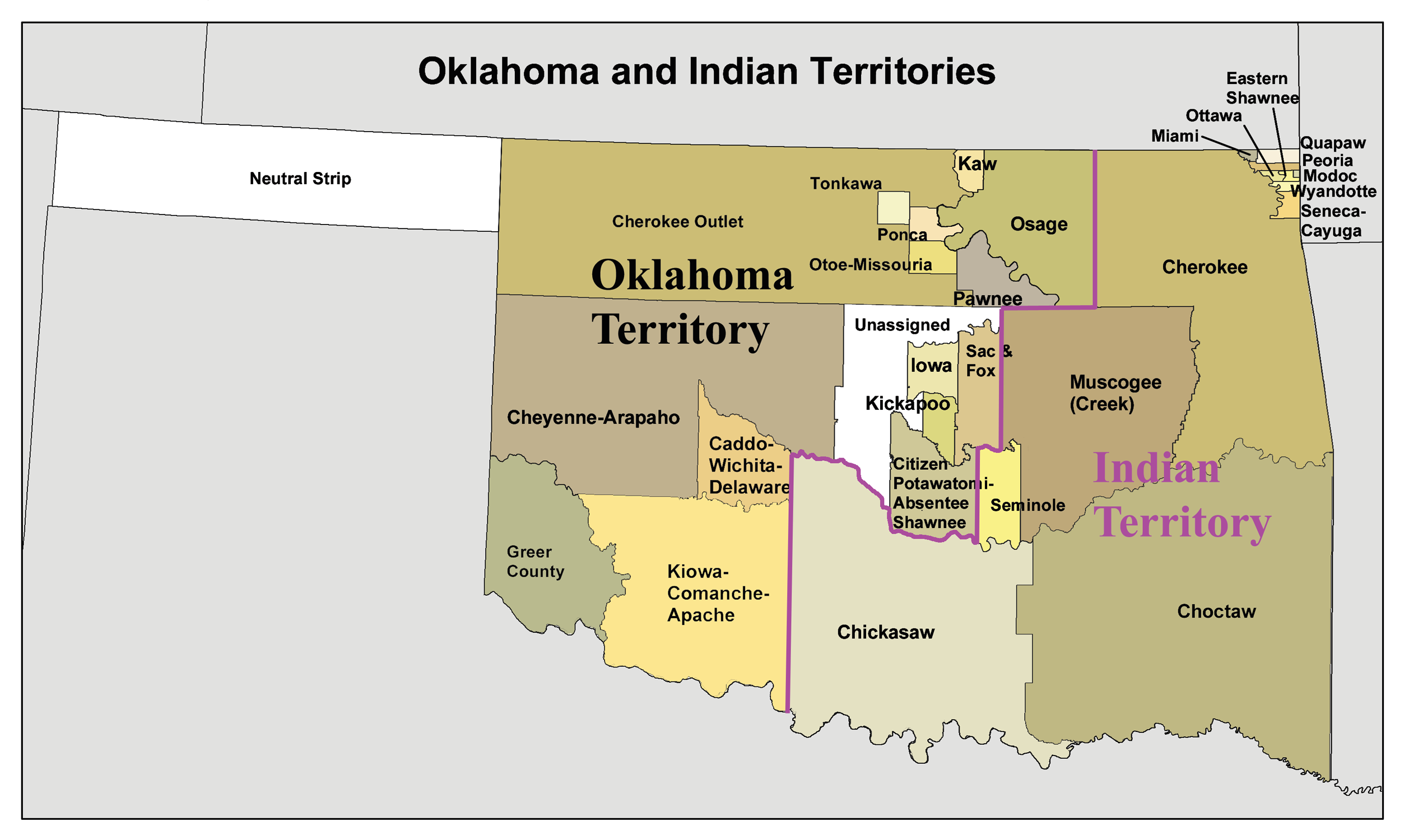
Oklahoma- und Indianer-Territorium

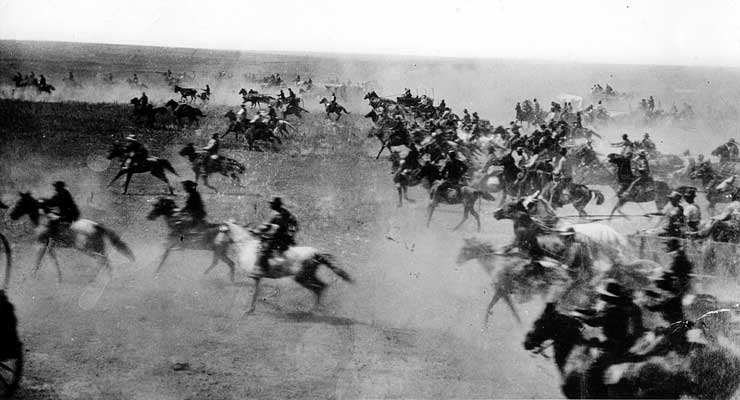
Oklahoma Land Run (zeitgenössische Fotografie, 1889)

Indian Appropriations Act bezeichnet ein US-amerikanisches Gesetz, welches am 3. März 1885 vom US-Kongress beschlossen wurde. Das Gesetz ermöglichte den Verkauf von Gebieten im Indianerterritorium, welche keinem Indianerstamm explizit zugewiesen wurden, durch Indianerstämme und individuelle Indianer an die Vereinigten Staaten von Amerika. Das Gesetz genehmigte auch Verkaufsverhandlungen für die Abtretung von unbewohnten Gebieten, die den Creek, den Seminolen und den Cherokee gehörten. Durch dieses Gesetz wurde 1889 der Oklahoma Land Run, die Entstehung von Oklahoma City und des Oklahoma-Territoriums ermöglicht. Nach Verhandlungen mit den Stämmen wurden mit dem Indian Appropriations Act (1889) die Verkaufsverhandlungen vom US-Kongress genehmigt. Ein weiterer wichtiger Bestandteil des Gesetzes war der Major Crimes Act, welcher im letzten Abschnitt des Gesetzes behandelt wird. In diesem Abschnitt wird festgelegt, dass schwerwiegende Verbrechen wie Mord und Brandstiftung in Stammesgebieten vor einem Bundesgericht verhandelt werden müssen und nicht vor Stammesgerichten. Das Gesetz erweiterte den General Crimes Act von 1817. Auch Verbrechen zwischen Mitgliedern von Indianerstämmen mussten nun von Bundesgerichten verhandelt werden. Vor 1885 waren dafür nur die Stammesgerichte und die Stammesregierungen zuständig. Der Mayor Crimes Act wurde aufgrund des Mordes von Spotted Tail durch Crow Dog in der Rosebud Reservation beschlossen. Das Gesetz hat schwerwiegende Auswirkungen bis heute, besonders im Jahr 2020. Siehe auch die Entscheidung des Obersten Gerichtshof der Vereinigten Staaten Sharp v. Murphy am 9. Juli 2020.